# Antoine Houdar de La Motte

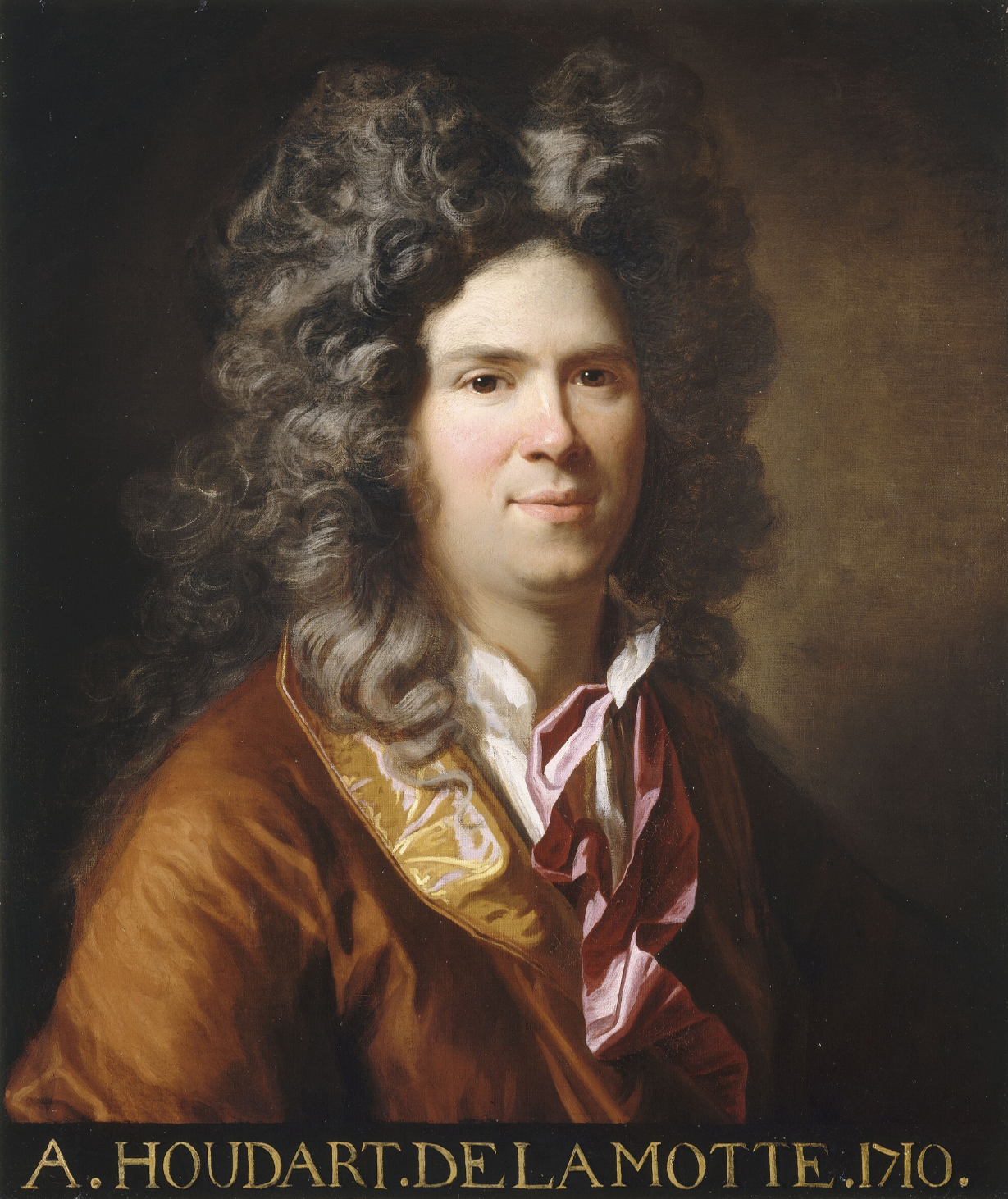
Antoine Houdar de La Motte – Château de Versailles.

Antoine Houda (ou Houdart) de La Motte (Paris, 17 de janeiro de 1672 - 26 de Dezembro de 1731) foi um escritor e dramaturgo francês. Ocupou um lugar importante na vida literária da época, tanto pelos seus escritos como pelas suas ideias.

## Vida
De la Motte nasceu e morreu em Paris. Em 1693, sua comédia, Les Originalaux (Les originalaux, ou, l'Italien), foi um fracasso completo, e deprimiu tanto o autor que ele pensou em se juntar aos trapistas. Quatro anos depois, começou a escrever textos para óperas e balés, como L'Europe galante (1697), e tragédias, uma das quais, Inès de Castro (1723), foi um imenso sucesso no Theâtre Français. Ele foi um defensor dos modernos na controvérsia revivida dos antigos e modernos. Sua Fables nouvelles (1719) foi considerada um manifesto modernista. Anne Dacier havia publicado (1699) uma tradução da Ilíada, e La Motte, que não sabia grego, fez uma tradução (1714) em verso baseada em sua obra.
Ele disse sobre seu próprio trabalho: "Tomei a liberdade de mudar o que eu achava desagradável nele". Defendeu os modernos nos Discours sur Homer prefixados à sua tradução, e em suas Réflexions sur la critique (1716). Além dos méritos da controvérsia, ela foi conduzida ao lado de La Motte com uma sagacidade e polidez que se compararam muito favoravelmente com os métodos de seus oponentes. Foi eleito para a Académie Française em 1710, mas logo depois ficou cego. La Motte manteve uma correspondência com a Duquesa do Maine, e era amigo de Fontenelle. Ele tinha a mesma liberdade de preconceito e a mesma mente indagadora que este último, e é na excelente prosa em que suas opiniões são expressas que repousa sua reputação.
Suas Œuvres du théâtre (2 vols.) apareceram em 1730, e suas Œuvres (10 vols.) em 1754.

## Obra

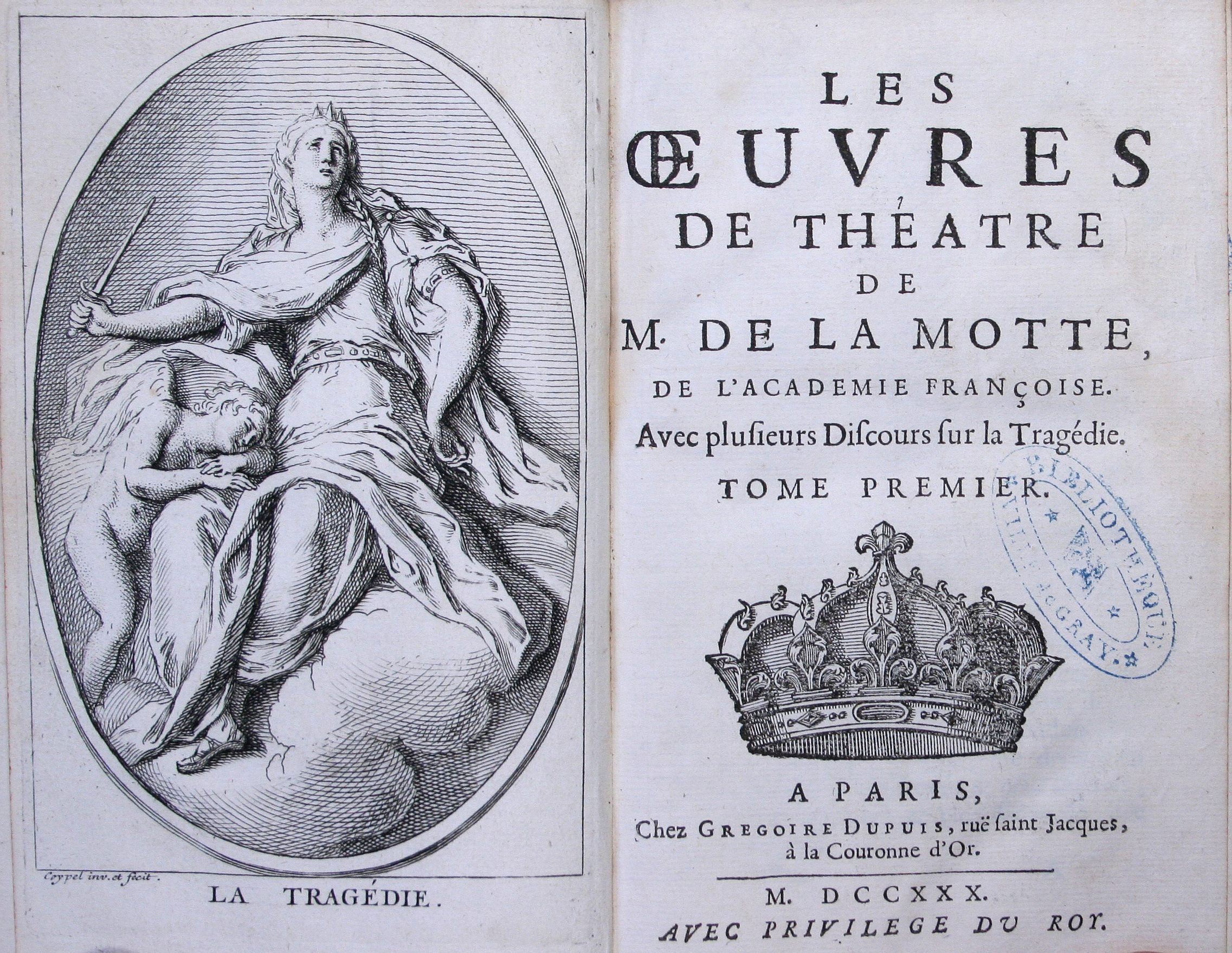
Frontispice e título de aa 1730 edição de 1730 (exemplaire de la bibliothèque patrimoniale Gray)

### Obra poética
- Le Premier livre de l'Iliade, traducción en verso al francés, 1701
- Églogue sur la naissance de Mgr. le duc de Bretagne, 1707
- Odes
  - Odes avec un Discours sur la poésie en général, et sur l'ode en particulier, 1707
  - Le Deuil de la France, 1712
  - Le Souverain,  1712
  - Ode sur la mort de Louis le Grand, 1716
  - La critique, 1720
- Fábulas 
  - Fables nouvelles, París, 1719
  - Le Cygne, fábula alegórica, 1714
  - L'Indien et le soleil, 1720

### Obras críticas
- 1714: Discours sur Homère
- 1715: Réflexions sur la critique, Paris, G. Du Puis
- 1719: Discours sur la fable, Paris, Grégoire Dupuis
- 1754: Discours sur la poésie, Paris, Prault l'aîné
- 1754: Discours sur la tragédie, Paris, Prault l'aîné
- 1730: Suite des Réflexions sur la tragédie

### Obra dramática
- Les Originaux ou l'Italien, 1693.
- Issé, 1697.
- L’Europe galante, 1697
- Amadis de Grèce,, 1699
- Marthésie, première reine des Amazones, 1699
- [Le Triomphe des arts, 1700
- Canente, 1700
- Les Trois Gascons, 1701
- Omphale, 1701
- La Matrone d'Éphèse, 1702
- Le Carnaval et la folie, 1703
- Le Port de mer, 1704
- La Vénitienne, 1705
- Sémélé, 1709
- La Ceinture de Vénus, 1715
- Alcione], 1706
- Apollon et les muses, 1716
- Les Macchabées, 1721
- Romulus, 1722
- Inès de Castro, 1723
- Œdipe,1726
- Dalcyone, 1730
- L'Italie galante ou les contes, 1731
- L'Amante difficile, 1731
- Scanderberg, 1735
- Pygmalion, 1748
- Prométhée, 1753
- Titon et l'Aurore, 1753
- Le Magnifique, 1753
- Le Ballet des fées
- Le Calendrier des vieillards
- Climène
- Les Âges